# Чуйков, Юрий Сергеевич
Юрий Сергеевич Чуйков (род. 30 марта 1950) — российский учёный, деятель науки и образования, доктор биологических наук, профессор кафедры экологии, природопользования, землеустройства и безопасности жизнедеятельности АГУ, непосредственный исполнитель и проектировщик объектов государственного и общественного значения от исторических памятников до заповедника (Богдинско-Баскунчакский).

## Биография
Родился в городе Давлеканово Башкирской АССР, сын военного летчика. В 1961 году семья переехала в г. Ахтубинск Астраханской области.
В 1972 году окончил Астраханский технический институт рыбной промышленности и хозяйства по специальности ихтиолог и рыбовод, в 1978 г. - заочную аспирантуру МГУ.
В 1973-1992 годах работал в Астраханском государственном биосферном заповеднике: младший научный сотрудник, старший научный сотрудник, заместитель директора по научной работе.
С 1992 по 2000 год председатель Госкомэкологии Астраханской области.
С 2000 года главный редактор журнала «Астраханский вестник экологического образования».
С 1972 года по совместительству преподавал в АГПИ. Организатор и первый заведующий кафедрой экологии АИСИ и АГУ. В настоящее время профессор кафедры экологии АГУ и кафедры пожарной безопасности АГАСУ.
Ученая степень доктора биологических наук присвоена решением ВАК 5 мая 1995 года (диссертация «Зоопланктон Северного Прикаспия и Северного Каспия в условиях изменения уровня моря и антропогенных воздействий».

## Сочинения
Чуйков Юрий Сергеевич — автор около 400 трудов, включая:
- Чуйков Ю. С. Розовые острова: История и современные проблемы Астраханского гос. заповедника. — Волгоград: Ниж.-Волж. кн. изд-во, 1990. — 112 с. — ISBN 5-7610-0188-8.
- Почему тускнеют жемчужины : [Сборник] / Юрий Чуйков. - Астрахань : Изд-во информ. телевиз. агентства «Интерпресс», 1996. — 248 с.
- Чуйков Ю. С. Розовые острова: История и современные проблемы Астраханского гос. заповедника. — 2-е изд., доп. и перераб. — Астрахань: Изд-во Нижневолж. центра экол. образования, 2000. — 235 с.
- Экология человека : (Учеб. пособие для 9-го кл. сред. шк.) / Ю. С. Чуйков, Л. Ю. Чуйкова, Д. Л. Теплый, Л. К. Шамгунова ; Центр экол. образования населения Астрах. обл. — Астрахань : Изд-во Центра экол. образования населения Астрах. обл., 2000. — 239 с. : ил. ; 20 см.
- Экология Астраханской области : (основы региональной экологии) : учебное пособие по экологии для 8-го класса средней школы / Ю. С. Чуйков, Л. Ю. Чуйкова, М. В. Сиговатова ; Центр экол. образования населения Астрах. обл. - 3-е изд. - Астрахань : Центр экологического образования населения Астраханской обл., 2010. - 263 с. : ил. ; 20 см.. - ISBN 978-5-9901347-2-0.
- Основы общей экологии: (учебное пособие). Юрий Сергеевич Чуйков. Центр экологического образования населения Астраханской обл., 2010 - Всего страниц: 364

## Награды и премии
- Почетное звание «Заслуженный эколог Российской Федерации» - Указ Президента Российской Федерации от 6 сентября 1996 года. За вклад в развитие системы особо охраняемых природных территорий Астраханской области;
- Премия Правительства Российской Федерации в области науки и техники - Постановление от 19 марта 2001 года (в составе коллектива за разработку и создание системы производственного экологического мониторинга на предприятии «Астраханьгазпром»)
- Литературная премия им. Ф. Р. Штильмарка - за книгу о природе Астраханского края «Розовые острова».;